# Muhammad bin Rášid Ál Maktúm
Muhammad bin Rašíd Al Maktúm (* 22. července 1949; arabsky محمد بن راشد آل مكتوم‎), také šejch Muhammad, je premiér a viceprezident Spojených arabských emirátů (SAE) a emírem Dubaje.

## Životopis
Šejch Muhammad je třetím synem šejcha Rašída ibn Saída Al Maktúm, z dynastie Al Maktúm. Od čtyř let byl šejch Muhammad vzděláván v arabštině a islámských studiích. V roce 1955 začal docházet do školy al-Ahmadiyya v Dubaji. V roce 1966 se svým bratrancem, šejchem Muhammadem ibn Chalífou Al Maktúm, navštěvoval jazykovou školu při Bell Educational Trust ve Velké Británii.
Jeho první ženou se stala šejcha Hind bint Maktúm ibn Džúmá Al Maktúm, kterou si vzal v roce 1979. Šejch se později oženil s dalšími pěti ženami, z nichž nejznámější je jordánská princezna Hája bint al-Husajn, dcera jordánského krále Husajna, se kterou má dceru Al Džalilu a syna Zaída. Se svými ženami má Al-Maktúm 30 dětí.
Manželka Hája, se kterou se šejch v roce 2019 podle práva šaría rozvedl, poté uprchla do Velké Británie. O rok dříve se o útěk z rodiny neúspěšně pokusila dcera Latífa, v roce 2000 také neúspěšně dcera Šamsa. Obě dívky byly ze zahraničí odvlečeny zpět do Dubaje.
V březnu 2020 britský soud dospěl k závěru, že šejk nařídil únos svých dvou dospělých dcer a zorganizoval i zastrašovací kampaň vůči bývalé manželce Háje.
Šejch se, stejně jako většina jeho synů, velmi zajímá o poezii a sám píše básně v arabském nářečí Nabati.

## Jezdectví
Šejch Muhammad hraje důležitou roli na poli chovů a dostihů plnokrevníků. Na konci roku 1981 odkoupil Gainsborough Stud ve Woolton Hill, blízko Newbury, Berkshire, ve Velké Británii. Vlastní také Ballysheehan Stud v County Tipperary, v Irsku, stejně jako Gainsborough Farms Inc ve Versailles, Kentucky, v USA.
Ve Velké Británii jeho koně mnohokrát zvítězili v závodech Group One, které zahrnovaly několik klasických britských dostihů, jako jsou Epsom Derby či St. Leger. Jeho koně sklízí úspěchy i v irských dostizích a Prix de l'Arc de Triomphe. Šejch také pořádá Dubai World Cup, nejlukrativnější sérii koňských dostihů na světě.
V poslední době koupil šejch největší australský hřebčín Woodlands za 420 milionů dolarů.
Šejch se účastní závodů ve vytrvalosti, kde sklízí velké úspěchy. V roce 2010 obsadil 2. místo v individuální jezdecké vytrvalosti a 1. místo v týmové vytrvalosti ve World Equestrian Games v Kentucky.

## Politika a byznys
Dne 3. ledna 1995 sepsal šejch Maktúm ibn Rašíd Al Maktúm dvě nařízení, která ustanovila šejcha Muhammada korunním princem Dubaje.
Šejch Muhammad dohlížel na vývoj početných projektů v Dubaji, jako jsou například vytvoření Palm Island a stavba luxusního hotelu Burdž al-Arab. Prosadil i konstrukci nejvyšší budovy světa, Burdž Chalífa, jejíž oficiální otevření se konalo 4. ledna 2010. Během zastávání funkce korunního prince pozvedl společnost Dubai Holding, která v té době byla zadlužená a ve velkých finančních problémech. Dnes vlastní šejch 99,67 % společnosti.

Po téměř desetiletí de facto vlády se stal, po smrti svého bratra šejcha Maktúma ibn Rašída Al Maktúma, 4. ledna 2006 emírem Dubaje. 5. ledna 2006 byl navržen prezidentem SAE, šejchem Chalífou ibn Saídem an-Nahajánem, na post premiéra a viceprezidenta SAE a nedlouho po navržení šejch Muhammad tato místa obsadil.

## Charita
Šejch Muhammad je znám pro obrovské částky, které dává na nejrůznější charitativní projekty. Dne 19. května 2007 oznámil, že plánuje poskytnout 10 miliard dolarů na založení Mohammed bin Rashid Al Maktoum Foundation, vzdělávací nadace na Blízkém východě. Je to jedna z největších částek poskytnutá na tyto účely v historii. Šejch Muhammad oznámil, že tyto peníze mají pomoci postavit most mezi arabskými zeměmi a rozvinutějšími světovými regiony tím, že vylepší standard vzdělávání a výzkum a také pomůžou v rozvíjení mladé generace. Toto oznámil šejch na Světovém ekonomickém fóru v Jordánsku v roce 2007.

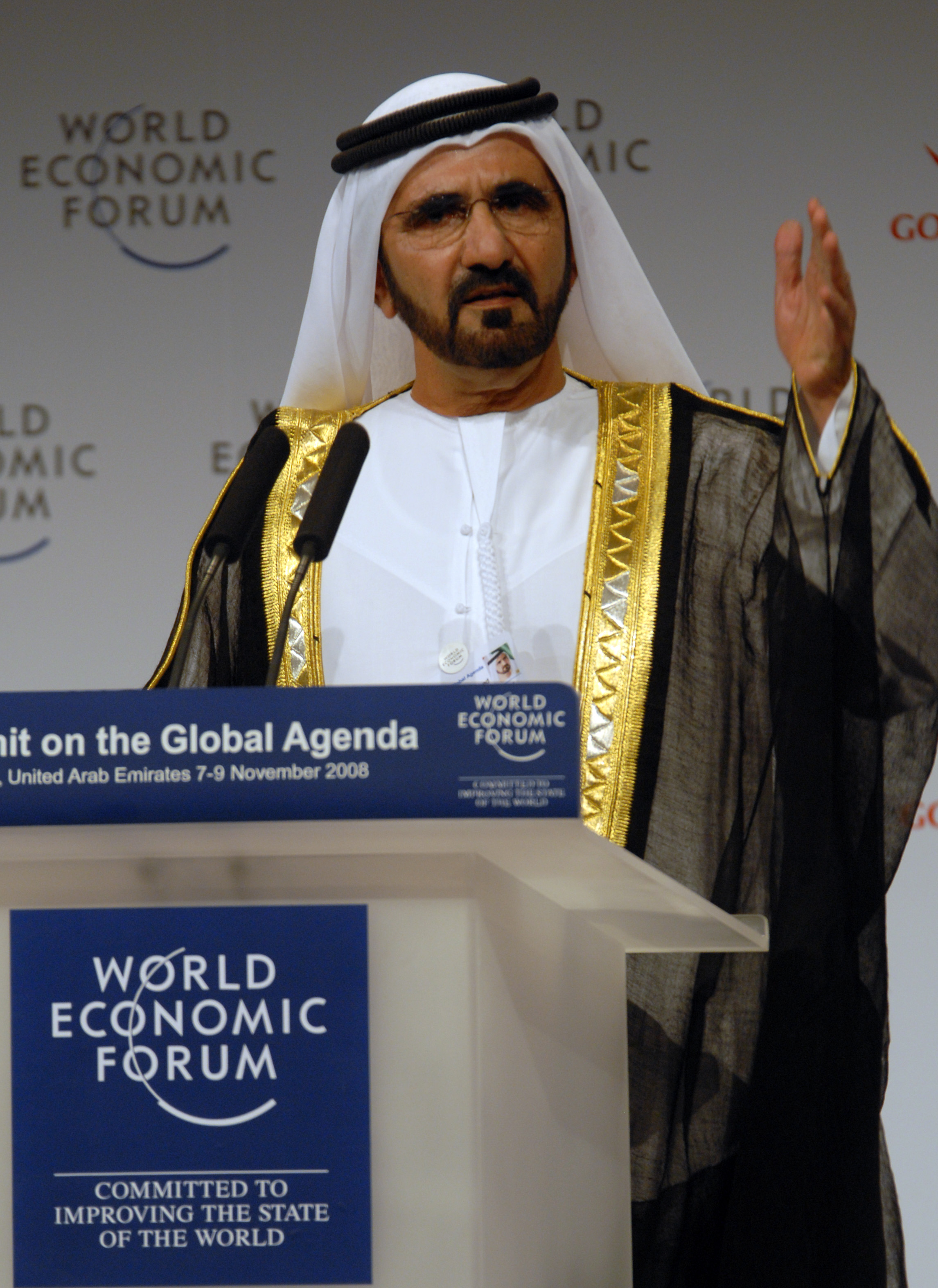
Šejch Muhammad na Světovém ekonomickém fóru, 2007.

### Dubai Cares
V září 2007 zahájil kampaň Dubai Cares s cílem vybrat peníze pro vzdělávání 1 milionu dětí z chudých zemí. Tento projekt je dubajským příspěvkem k Rozvojovým cílům tisíciletí tím, že umožní základní vzdělávání každému dítěti do roku 2015. Obdržená částka už dosáhla 910 milionu dolarů.

### Noor Dubai
3. září 2008 šejch Muhammad založil novou ramadánskou iniciativu pod jménem „Noor Dubai“ se záměrem pomoci Světové zdravotnické organizaci a Mezinárodní agentuře pro prevenci slepoty (IAPB) dosáhnout jejich cílů ve VISION 2020: Noor Dubai bude ošetřovat a poskytovat lékařské služby jednomu milionu lidí trpících slepotou a očními vadami v rozvojových zemích v místním, regionální a celosvětovém měřítku.

## Bohatství
V červnu 2010 byl majetek šejcha Muhammada odhadnut na 12,3 miliard korun magazínem Forbes. V hodnocení nejbohatších královských členů zaznamenal největší propad.